# Luftangriffe auf Hildburghausen

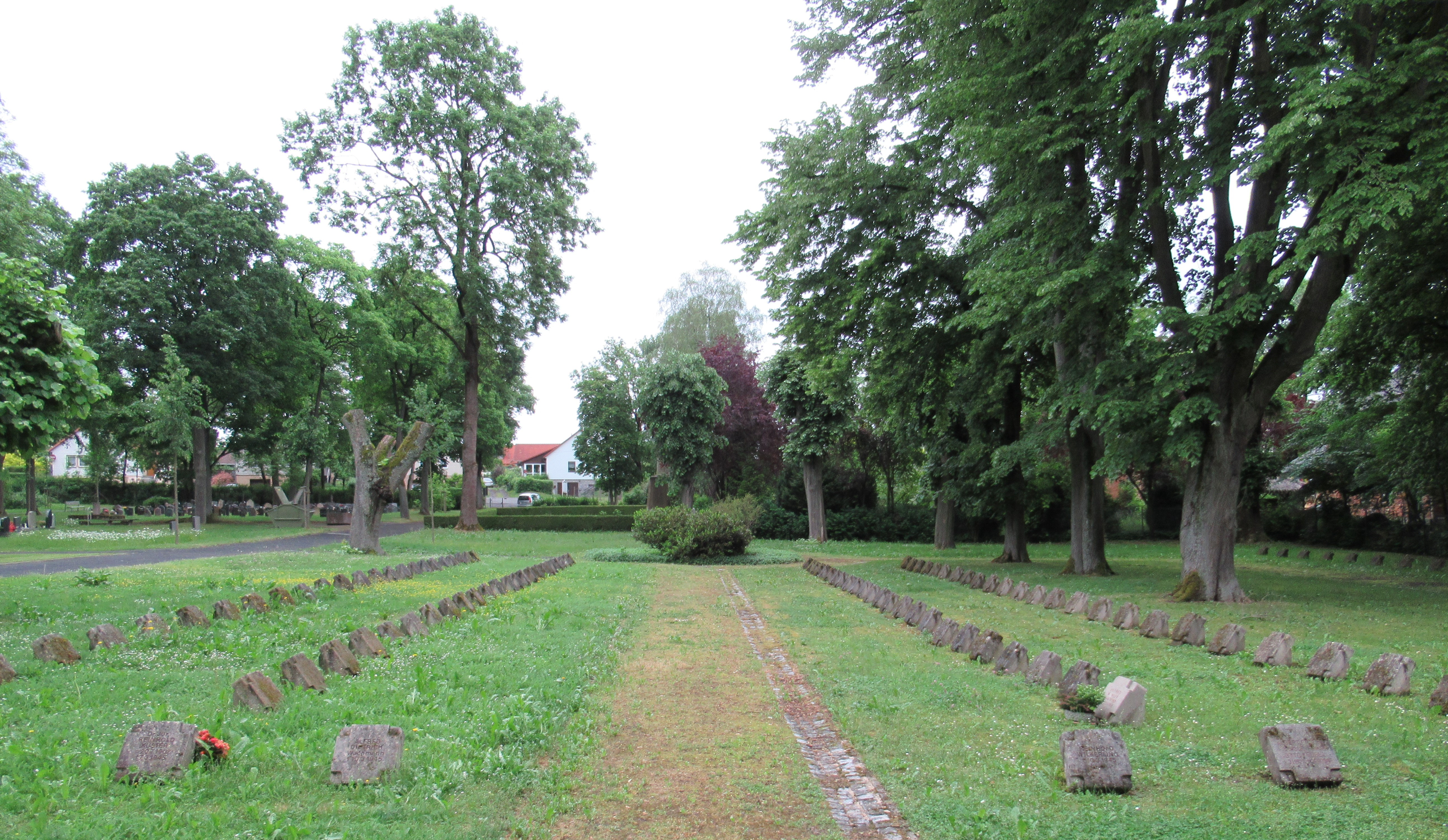
100 Bombenopfer auf Kriegsgräberstätte (Hildburghausen)

Die Luftangriffe auf Hildburghausen durch amerikanische Bomber verursachten in Hildburghausen in Südthüringen während des Zweiten Weltkrieges erhebliche Schäden. Der schwerste Angriff – auf die Kleinstadt als Ausweichziel, da das Primärziel Hof (Saale) schlechte Witterungsverhältnisse aufwies – ereignete sich am 23. Februar 1945 und erfolgte durch 13 B-17G „Flying Fortress“ der 8th Air Force. Diese warfen 33 Tonnen Sprengbomben (etwa 100 Stück) auf die östliche Innenstadt und die Heil- und Pflegeanstalt (teilweise Lazarett). 10 % des Wohnungsbestandes der Stadt wurden zerstört. Die Zahl der zivilen Todesopfer wird mit bis zu 218 angegeben. Am 7. April 1945 lag die Altstadt unter Beschuss durch Jagdbomber und Artillerie, wodurch die Schlosskaserne zerstört, andere historische Gebäude beschädigt und Häuser mit 500 Wohnräumen schwer getroffen oder zerstört wurden.
Bereits 1942 hatte Hildburghausen (mit 7.000 Einwohnern) 1.000 Lazarettbetten in Krankenhäusern, Hotels, Schulen und anderen Gebäuden. Später kamen noch weitere dazu. Ab 1942/1943 hatten die Stadt und der Kreis Hildburghausen zahlreiche Evakuierte aus den Luftkriegsgebieten Rheinland und Düsseldorf aufzunehmen. 1945 gab es im Kreis 22.000 solcher „Westevakuierter“. Dazu kamen ab 1944 zunehmend Heimatvertriebene aus den Ostgebieten.

## Angriffe

### 1944
Über dem Ortsteil Häselrieth wurden Splitterbomben abgeworfen. Zwei Menschen starben.

### 6.Februar 1945
Am 6. Februar 1945 explodierte auf dem Gelände der in einem Park gelegenen großen Nervenheilanstalt eine Fünf-Zentner-Sprengbombe amerikanischen Ursprungs. Diese hinterließ einen acht Meter tiefen Krater; es gab Sachschaden, Menschen wurden nicht verletzt. Die Klinik, besonders der Westflügel des Hauptgebäudes, diente auch als großes Lazarett für verwundete und erkrankte Soldaten, speziell für alliierte, überwiegend britische Kriegsgefangene. Im Nordteil des Anstaltsgeländes (heutiges Haus 2) war ein Kriegsgefangenenlager eingerichtet. Infolge der Teilräumungen für solche "kriegswichtigen Zwecke" befanden sich 1944 nur noch 146 psychiatrisch Kranke in der Einrichtung, die anderen waren verlegt.
Die Krankenhäuser und Lazarette in Hildburghausen waren, wie überall im Krieg, mit großen Roten Kreuzen auf den Dächern als zu beachtendes Schutzzeichen gekennzeichnet.

### 17.Februar 1945

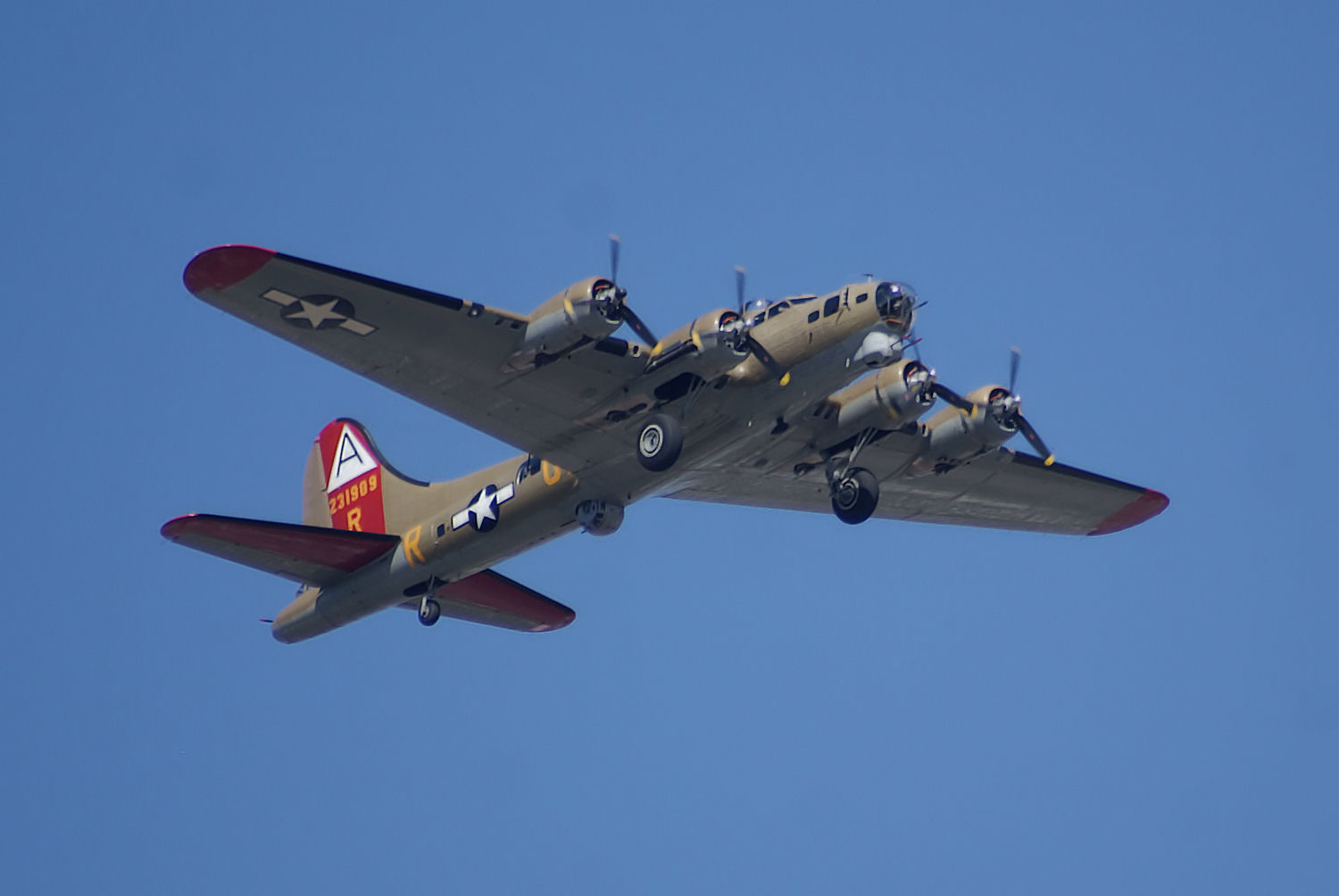
B-17G 231909 (Nine-O-Nine) der 323rd Bombardment Squadron der 91st Bombardment Group, eine der Maschinen, die Hildburghausen bombardierte.

Ein Personenzug der Hildburghäuser-Heldburger Eisenbahn wurde durch zwei US-Kampfflugzeuge mit Bordwaffen beschossen. Ein Reisender starb, vier wurden verletzt.

### 23.Februar 1945
Anflug
Am 22. und 23. Februar 1945 war fast die gesamte 8th Air Force mit tausenden strategischen Bombern, Jagdbombern und begleitenden Jagdflugzeugen unterwegs, um das deutsche Verkehrsnetz (besonders der Reichsbahn) zu zerstören: Operation Clarion. In diesem Rahmen sollte durch 110 schwere Bomber auch die Stadt Hof mit ihren Bahnanlagen bombardiert werden. Pfadfinder-Flugzeuge erkannten eine dichte Wolkendecke über diesem Ziel, weshalb der Befehl zu Angriffen auf die geplanten Sekundärziele erfolgte. Um 12.00 Uhr heulten die Luftschutzsirenen über der Region Südthüringen. Bereits um 11.00 Uhr hatte es in Hildburghausen Voralarm gegeben, der zunächst wieder aufgehoben worden war. Um 12.42 
Uhr erreichten aus Richtung Rodach/Coburg die 91st und die 381st Bombardment Group die Region. Die drei ersten Pulks des Verbandes ignorierten Hildburghausen beim Überflug, 49 dieser Maschinen bombardierten dann die Stadt Meiningen. Der vierte und letzte Pulk ging – bei strahlend blauem Himmel und entsprechend guter Sicht – auf niedrige Angriffshöhe und entlud seine Bombenlast von 33 Tonnen (etwa 100 Stück) Sprengbomben über Hildburghausen. Es handelte sich bei den Flugzeugen um 13 viermotorige Boeing B-17G der 91st Bombardment Group. Die vermutlich eigentlichen Ziele, die Bahnhofsanlagen und eventuell die Norddeutsche Maschinenfabrik (Nordeuma), wurden jedoch verfehlt.
Bombardierung
Der Bombenteppich explodierte auf dem Gelände der weiträumig angelegten Heil- und Pflegeanstalt resp. der als Lazarette genutzten Gebäude und der östlichen Innenstadt mit Eisfelder Straße, Weitersrodaer Straße, Wiedersbacher Straße, Winzergasse, Narvik-Platz (heute Thälmann-Platz) und der „Siedlung“. In der Anstalt wurden alle Gebäude (bis auf das alliierte Kriegsgefangenenlager) in unterschiedlichem Ausmaß in Mitleidenschaft gezogen, besonders der West- und Zwischenflügel des Hauptgebäudes (Lazarett), die „Herrenvilla“, Nebengebäude wie das Sektionshaus, die Kegelbahn, die "alte Ökonomie" und die landwirtschaftliche Abteilung. Der US-Report berichtete am nächsten Tag von „teilweise vorhandenen Wolken, angemessenen bis guten Resultaten, mit ernsthaften Zerstörungen in Wohnvierteln“. Ein auf dem Bahnhof stehender Personenzug der Heldburgbahn wurde von US-Kampfflugzeugen mit Bordwaffen beschossen. Es entstand kein Personenschaden.
Schäden und Opfer
Sachschäden: 180 Wohnräume in 26 Gebäuden wurden völlig zerstört (10 % des Wohnraums der Stadt), eine große Zahl von Wohnhäusern beschädigt. Eine einzige Fabrikanlage (Etikettenfabrik „Kuß und Co“) hatte im Angriffsbereich gelegen, sie wurde zerstört.
Opfer: Die „Nachweisung der am 23. Februar 1945 um 12.42 Uhr bei dem Fliegerangriff auf Hildburghausen gefallenen Personen“ (autorisiert von Polizeiamt und Bürgermeister) vom 2. März 1945 enthält eine Liste mit 72 Namen von in Hildburghausen gemeldeten Personen. 22 davon waren Kinder und 40 Frauen. Acht von diesen hatten „Reserve-Lazarett“ als Wohnadresse (vermutlich Krankenschwestern/Pflegekräfte) angegeben. Viele Personen auf der Liste stammten aus westdeutschen Luftkriegsgebieten (Evakuierung|Evakuierte) und aus Ostgebieten (Flüchtlinge, Vertriebene). In der Thüringer Tageszeitung vom 1. März 1945 findet man die Namen von 79 (Hildburghäuser) Bürgern und die Angabe, dass „außerdem 32 Volksgenossen aus anderen Kreisen Deutschlands dem Terrorangriff zum Opfer gefallen“ seien. Das wären zusammen 111 „Bürger“/„Volksgenossen“. Hierbei handelte es sich um Kriegsflüchtlinge aus Posen, Ostpreußen, Dresden und verwundete Soldaten aus den Lazaretten. Die Hildburghäuser Chronik spricht je nach Quelle von bis zu 218 Opfern. Nicht bekannt sei, wie viele Kriegsgefangene auf dem Gelände der Nervenheilanstalt/Lazarett ums Leben gekommen seien. Die Thüringer Volkszeitung vom 23. Februar 1946 nennt die Zahl von 200 Toten des Angriffs.
Bestattungen
Trauerfeier: Am 2. März fand auf dem Hildburghäuser Marktplatz unter einem großen Eisernen Kreuz eine offizielle Trauerfeier statt: mit symbolischer Aufbahrung von 11 Särgen, Verlesen der Namen der Toten, systemtypischen Reden und militärischem Zeremoniell. Auf dem Stadtfriedhof wurde dann eine kirchliche Feier abgehalten.
Begräbnisstätte: Die Beisetzung der meisten Opfer erfolgte auf der aus dem Ersten Weltkrieg stammenden Kriegsgräberstätte auf dem Hildburghäuser Friedhof. Die Stätte verwilderte zur DDR-Zeit und wurde nach der „Wende“ neu gestaltet. Heute (2018) erkennt man im Bereich der Kriegsgräberstätte eine Anlage mit etwa hundert namentlich gekennzeichneten Gräbern von Zivilisten und Soldaten (wohl aus den Lazaretten), die das Todesdatum „23. Februar 1945“ tragen: das Datum des Luftangriffs. Nur wer das weiß, kann die Gräber dem Bombenangriff zuordnen. Die Grabsteine sind teilweise verwittert und bemoost.

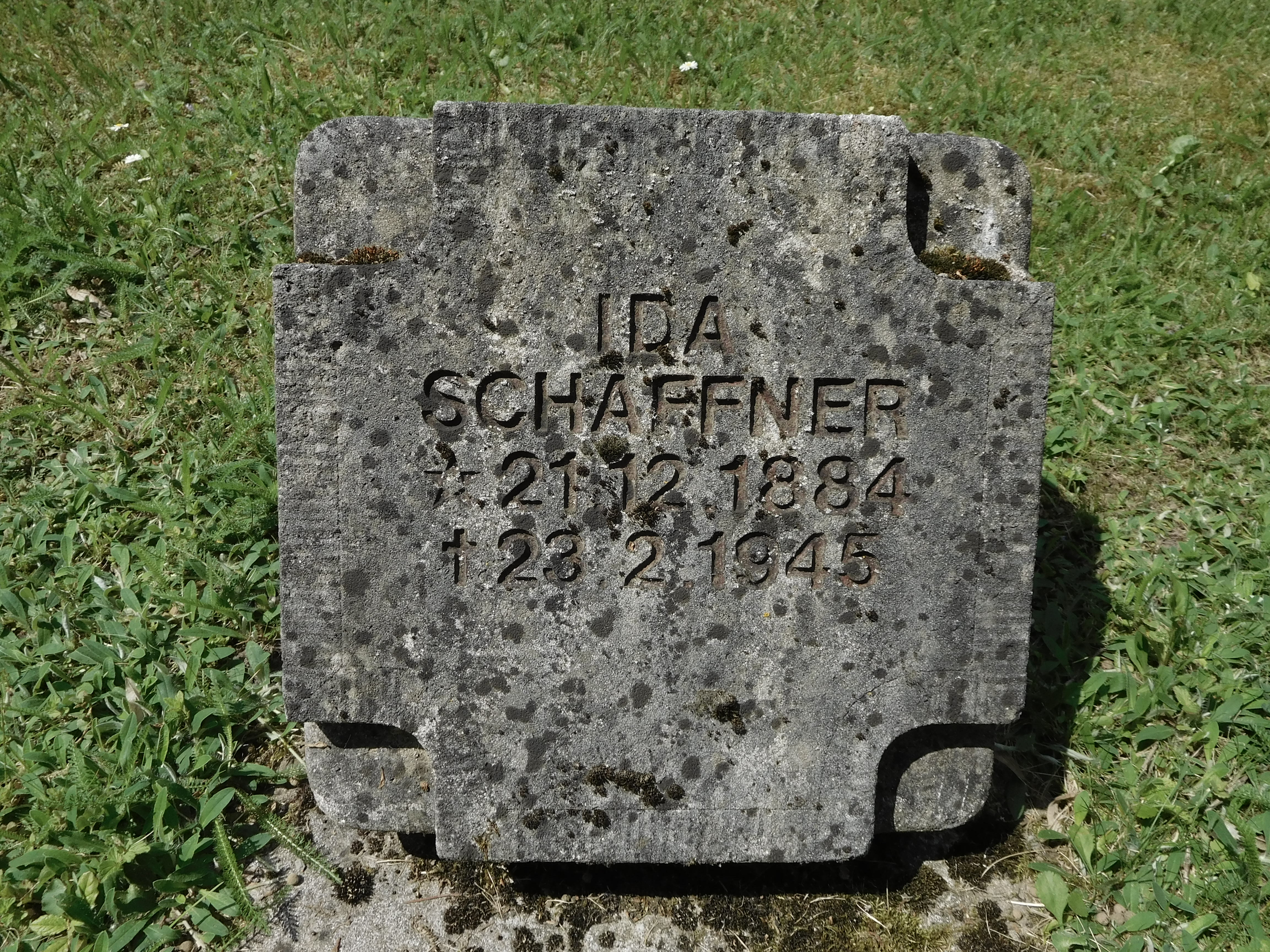
Bombenopfer Frau vom 23.&8239;Februar 1945 Hildburghausen
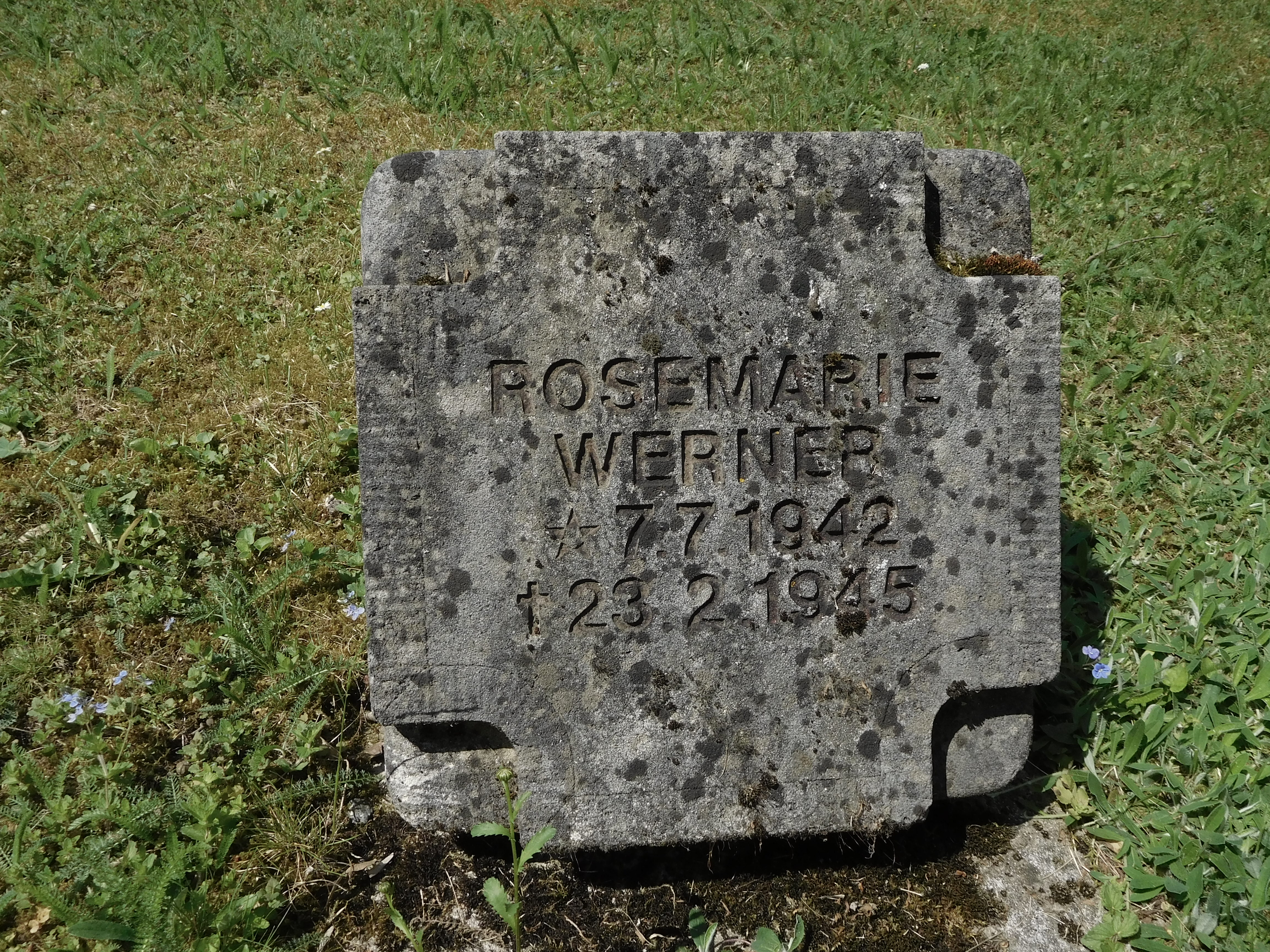
Bombenopfer Kind vom 23.&8239;Februar 1945 Hildburghausen
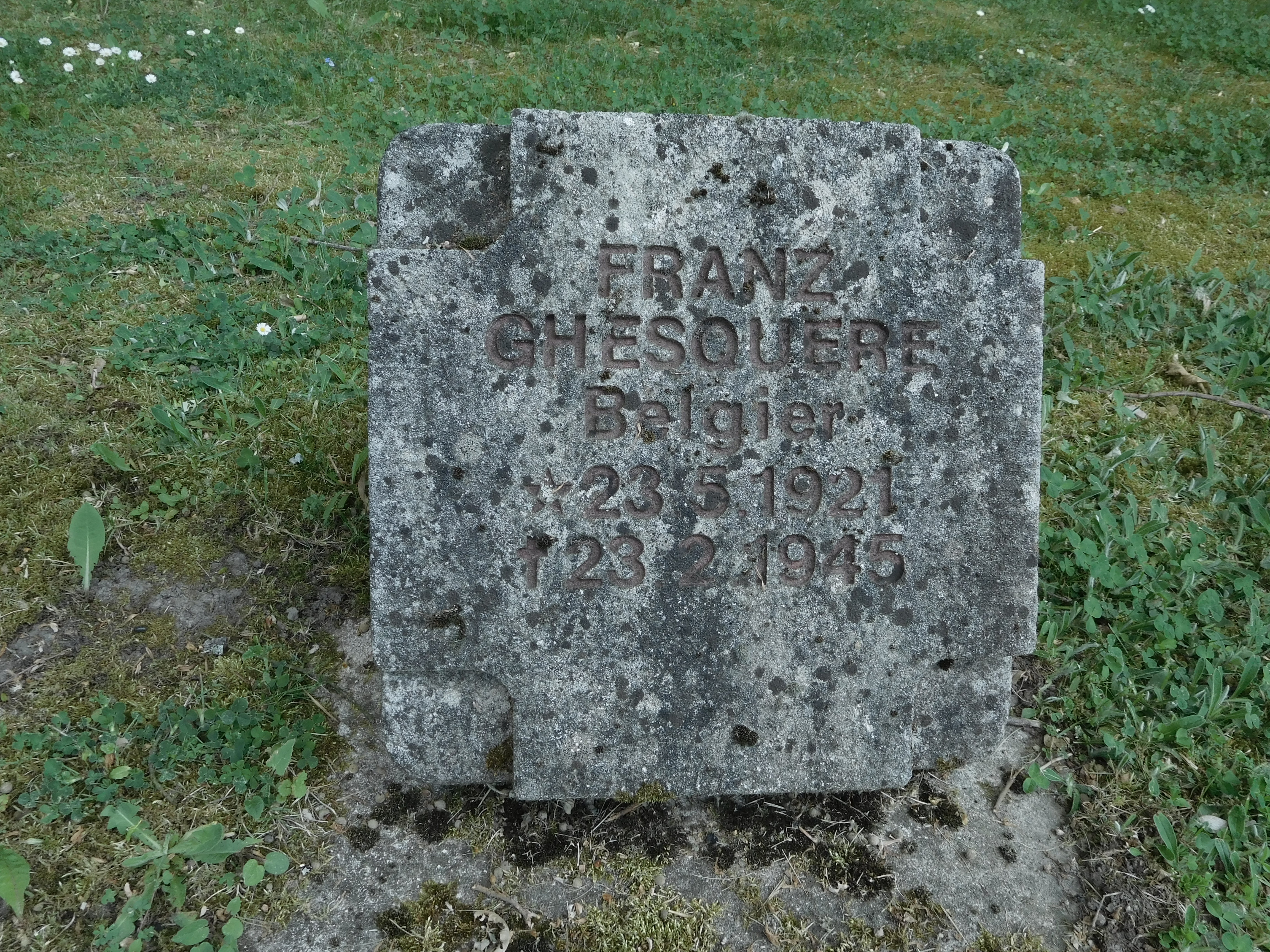
Bombenopfer Belgier vom 23.&8239;Februar 1945 Hildburghausen

### 7.April 1945

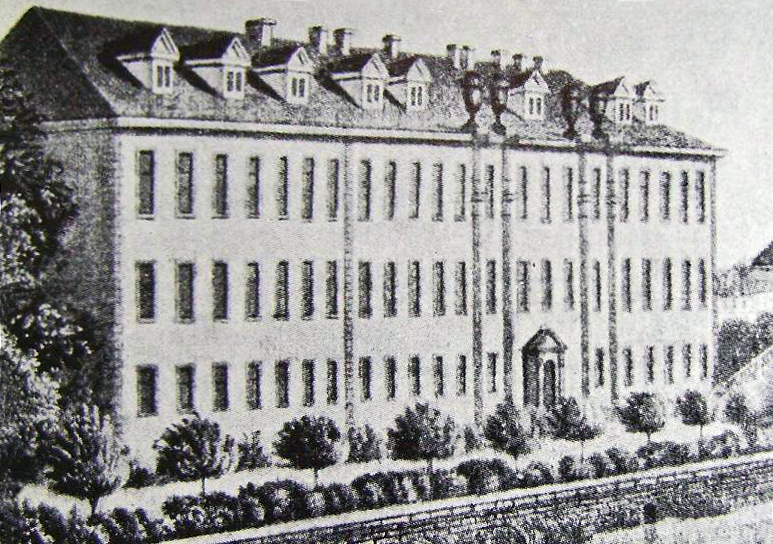
Schloss Hildburghausen, am 7. April 1945 in Brand geschossen, Ruine 1947–1950 abgerissen

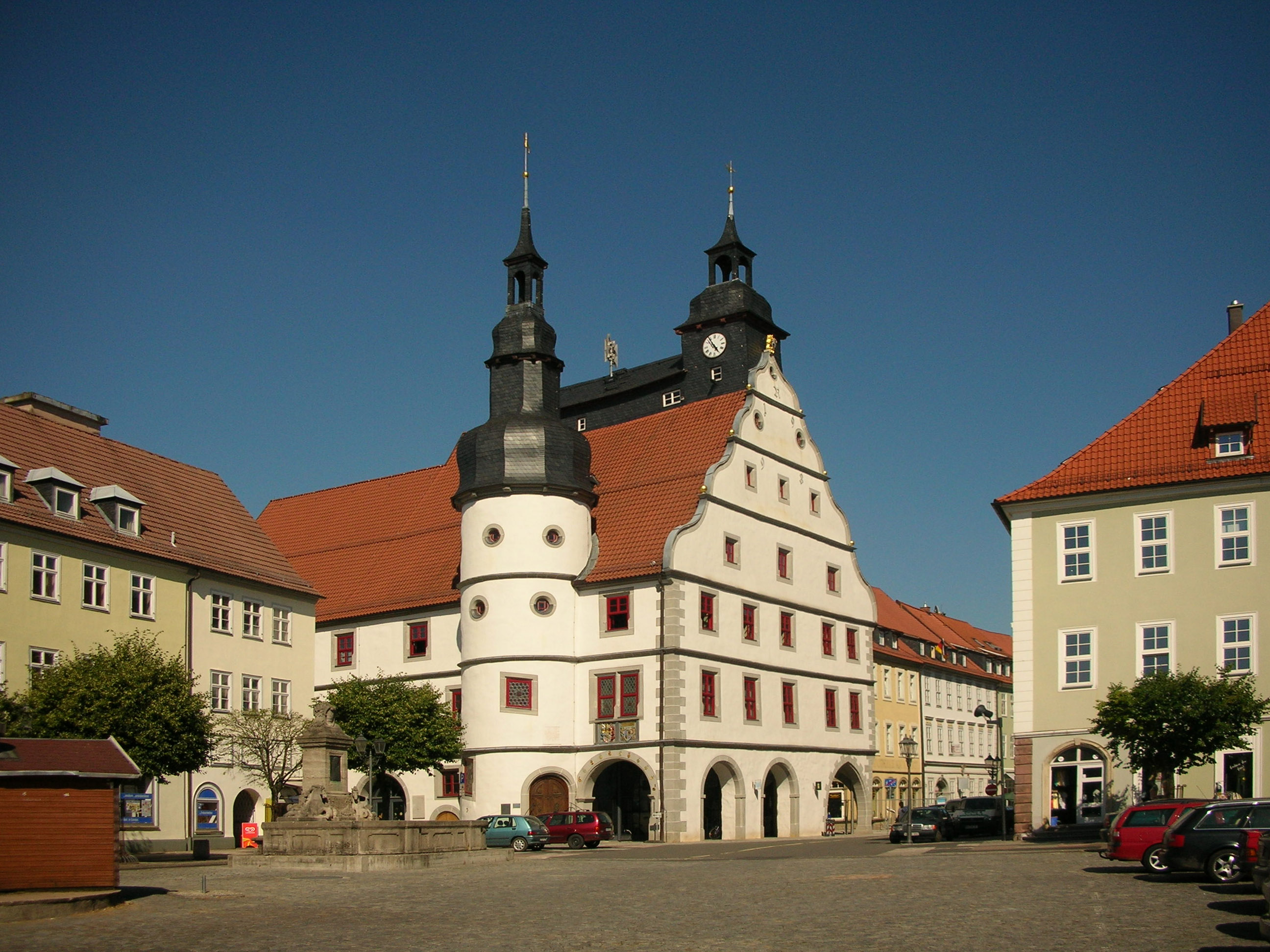
Historisches Rathaus, am 7. April 1945 durch Artillerie beschädigt, wiederhergestellt

Am 7. April 1945 vormittags erfolgte – während ein Teil der Bevölkerung in die Umgebung flüchtete – der Beschuss der Innenstadt durch amerikanische Jagdbomber und Artillerie. Dabei wurde gezielt das als Kaserne dienende Schloss Hildburghausen aus dem 17. Jahrhundert mit Phosphorgranaten angegriffen, das bis zum nächsten Tag ausbrannte. Weitere Treffer gab es auf die Christuskirche, die Apostelkirche, das historische Rathaus Hildburghausen, das Amtshaus am Markt, das Heimatmuseum und weitere Gebäude. Eine Möbelfabrik erhielt 16 Treffer. Auf die Stadt gefallene Brandbomben wurden von der Bevölkerung „unermüdlich gelöscht“, zusammen mit den Luftschutzposten und der Feuerwehr. Etwa zehn Männer kamen um den 7. April in Hildburghausen ums Leben. Am späten Nachmittag besetzten amerikanische Panzer und Infanterie die Stadt. Auf dem Stadtberg gab es noch „erbitterte Gefechte“ zwischen Wehrmachtsoldaten und US-Soldaten.
Der Artilleriebeschuss vor der Einnahme der Stadt durch US-Truppen hat "schwere Verwüstungen hinterlassen". 500 Wohnräume sind schwer getroffen oder vernichtet worden.

### Wiederaufbau
„Wegen der Kriegsereignisse ist das Stadtbild wie in keinem anderen Jahr zuvor verändert worden.“ Es herrschte eine „ungeheure Raumnot, vor allem durch die Kriegseinwirkungen verursacht“. Der Wiederaufbau der Stadt erfolgte unter den erschwerten Bedingungen der Nachkriegszeit, speziell bei den Verhältnissen in der SBZ. Negativ wirkte sich auch aus, dass der Städtische Bauhof bei dem Fliegerangriff total zerstört worden war. An 12 Wochenenden des Spätsommers und Herbstes 1945 wurden im „Bombenschadensgebiet“ im Ostviertel der Stadt Arbeitseinsätze ehemaliger Mitglieder der NSDAP „als bescheidener Beitrag zur Wiedergutmachung“ organisiert. Dabei wurden insgesamt 16.000 Arbeitsstunden geleistet.